# Phlorizin
Phlorizin (auch Phloridzin, Phlorrhizin) ist ein pflanzliches Glycosid aus der Gruppe der Flavonoide (Chalkone), das sich formal von Phloroglucin ableitet.

Phloretin, das Aglykon des Phlorizins

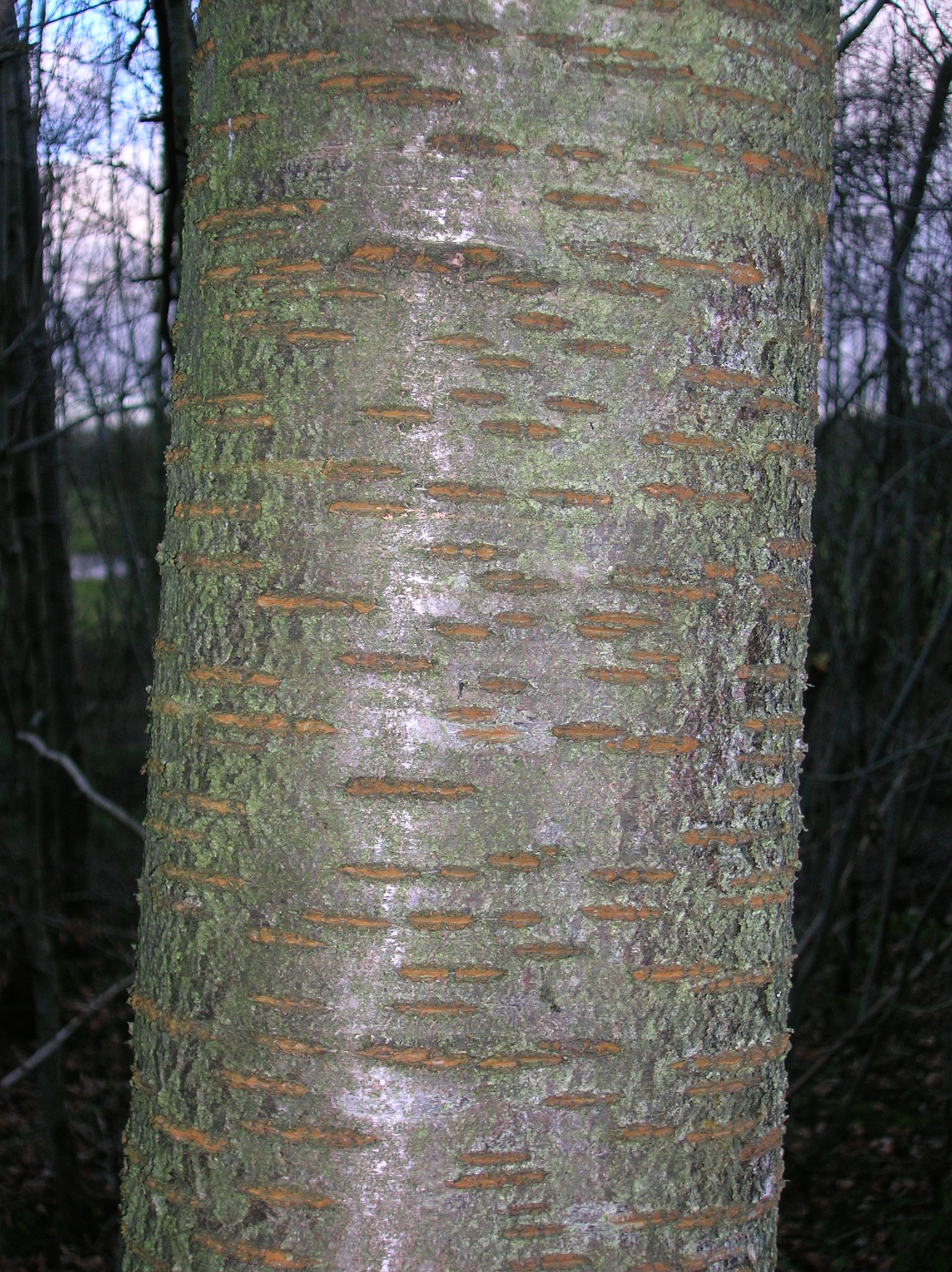
Borke eines Kirschbaums

Phlorizin kommt in der Rinde von Birnen (Pyrus communis), Apfel, Kirsche und anderen Obstbäumen (Rosaceae) vor. Das Aglykon der Substanz ist das Phloretin.

## Eigenschaften
Die kristalline, weiße bis gelbliche, süß schmeckende Substanz enthält vier Moleküle Kristallwasser und schmilzt bei 106–109 °C. Ab etwa 200 °C zersetzt sie sich unter Wasserabspaltung zu Rufin, eine Verbindung mit der Summenformel C21H20O8. In kaltem Wasser und Ether löst es sich schlecht, besser in heißem Wasser und Ethanol. Bei längerer Einwirkung von wässrigen Säure-Lösungen hydrolysiert Phlorizin zu Phloretin und Glucose.

## Wirkung und Verwendung
Phlorizin und Phloretin blockieren spezifisch den Natrium/Glucose-Cotransporter-2 (SGLT-2) und damit die Glucose-Resorption durch die Nierentubuli, was eine Glucosurie (Phlorizindiabetes) bewirkt. Phlorizin diente als Leitstruktur für die Entwicklung der Gliflozine, die bei Typ-2-Diabetes eingesetzt werden. Phlorizin fand früher als Ersatz von Chinin und in der experimentellen Physiologie Einsatz.